# Bettotania cinctifemur
Bettotania cinctifemur är en insektsart som först beskrevs av Miller, N.C.E. 1935.  Bettotania cinctifemur ingår i släktet Bettotania och familjen gräshoppor. Inga underarter finns listade i Catalogue of Life.